# 勒尼白鮭
勒尼白鮭，為輻鰭魚綱鮭形目鮭科的一種，為溫帶淡水魚，分布於俄羅斯莉娜河流域，體長可達15.9公分，棲息在底中層水域，生活習性不明。